# John Rumbiak
John Rumbiak (Biak, 1962) és un activista pels drets humans i pel medi ambient de Papua Occidental.
El 1982 va començar els estudis d'Anglès a la Universitat de Cenderawasih, situada a Abepura, i va treballar com a coordinador i investigador de camp a la Fundació per al Desenvolupament Comunitari Rural (YPMD) a Abepura. Unint-se a l'Institut per a l'Estudi i la Defensa dels Drets Humans, ara conegut com Elsham, la principal organització no governamental de drets humans de Papua Occidental amb seu a Jayapura, va exercir de supervisor. El seu bon anglès i excel·lents habilitats de presentació van facilitar el seu paper com a president d'afers internacionals d'Elsham viatjant àmpliament assistint a moltes conferències internacionals que informaven la comunitat internacional sobre Papua Occidental. El febrer de 2005, va patir un ictus a Nova York, també té por de tornar a Papua Occidental després d'una sèrie d'amenaces de mort el 2003.